# Фридман, Дов-Бер (Леовер)
Реб Бе́риш Лео́вер, или реб Бе́риню Лео́вер (Дов-Бер Фридман из Леово; 1822, Ружин, Сквирский уезд, Киевская губерния, Российская империя — 1877, Садгора, Буковина, Австро-Венгрия) — хасидский цадик из Ружинской династии, взбунтовавшийся против её нравов.

## Биография
Дов-Бер Фридман, более известный как реб Бериш (Бериню) Леовер, родился в 1822 году в местечке Ружин Киевской губернии, третий сын основателя Ружинской династии — «Ружинского Цадика» реб Исрул Фридмана (идиш: (И)срул Рижинер, 1797—1850), правнука «Межеричского Проповедника» Дов-Бера (идиш: Межричер Магид; 1710—1772). После ареста отца в 1838 году, вместе с матерью, братьями и сёстрами поселился в Кишинёве Бессарабской области. Впоследствии оттуда через Яссы семья перебралась в предместье Черновиц Садгору на левом берегу Прута (теперь в черте города Черновцы), где его отец основал свой новый хасидский двор — Садагурскую династию, славившуюся своим роскошеством и великолепием. Реб Бериню, однако, как прежде все его братья, покинул родительский дом с целью основания собственной династии и поселился в приграничном бессарабском местечке Леово (теперь Леова — райцентр Леовского района Молдавии), в те годы ещё под юрисдикцией Молдавского княжества.
Долгое время он пользовался большим авторитетом и именно тогда получил уменьшительно-ласкательные прозвища Бериш и Бериню Леовер (то есть «из Леово»). Однако к началу 1860-х годов в Садгору (где двором руководил уже его старший брат реб Аврум-Янкев Фридман) стали поступать сообщения о «странных» заявлениях реб Бериша, об отдалении его от жены, беспрестанном уединении и фактическом невыполнении раввинских обязанностей. Были ли эти сообщения обоснованы или всего лишь призваны объяснить последующие события доподлинно неизвестно, однако вскоре реб Бериню уже открыто взбунтовался против нравов родительской династии. Среди прочего он публично критиковал роскошь и излишество Садагурского двора, где его брат к тому времени выстроил огромную резиденцию, пользовался серебряной посудой и содержал многочисленную прислугу. После открытой критики реб Бериню был принуждён выехать в Садгору, где он был осмотрен докторами, признан душевнобольным и заключён под замок.
Дело тем временем приобрело неожиданную огласку и было использовано черновицкими маскилим (сторонниками еврейского просвещения) в своих собственных антиклерикальных целях. Известный литератор Мойше Горнштейн описал весь эпизод и официально обратился к статскому советнику, который после рассмотра дела обязал Садагурского цадика реб Аврум-Янкева освободить брата. Реб Бериш перебрался в Черновицы, но из-за хасидского бойкота смог найти прибежище лишь у собственного адвоката д-ра Лейба Рейтмана (Иегуда-Лейб Рейтман).
За реб Бериню вступился глава Цанзской династии (ныне городок Новый Сонч в Галиции) знаменитый реб Хаим Цанзер (Халберштам, 1793—1876), которому также претили излишества Садагурской резиденции. И хотя сам реб Бериню в конце концов раскаялся в содеянном, помирился с братом и в 1869 году возвратился в Садгору, раскол между Цанзской и Садагурской династиями продолжался ещё семь лет до самой смерти реб Хаим Халберштама и к радости буковинских маскилов. Этому посвящена была анонимная немецкая пьеса «Раввин из Садагуры» и множество колких сатирических песен странствующего бадхена Велвла Збаржера (1826—1883). Сей же сюжет обыгрывался неоднократно и в современной еврейской литературе последующих десятилетий (см. например драму в 4-х актах Янкев-Михл Давидзона (1885—1941) «Дэр Леовэр Рэбэ» — Леовский Ребе, Чикаго, 1934). Реб Бериш Леовер же умер при дворе своего брата в Садгоре в 1876 году.

## Реб Бериш в контексте Ружинской династии
Отец: Исрул Фридман из Ружина (реб Исрул Рижинер; 1797, Погребище Киевской губернии — 1850, Садгора), основатель Ружинской и Садагурской династий
Сыновья:
- Шулэм-Йосеф (1813, Ботошаны, Молдавское княжество, теперь центр Ботошанского уезда Румынии — 1851, Садгора), умер вскоре после смерти отца
- Аврум-Янкев (реб Аврэймэлэ; 1820, Ружин — 1883, Садгора), глава Садагурской династии после смерти отца (идиш: дэр Садыгерэр Рэбэ)
- Дов-Бер из Леово (1822—1876)
- Менахем-Нухим (реб Нухэмл; 1823, Ружин — 1869, Штефанешты, Молдавия, теперь в Ботошанском уезде Румынии), основатель Штефанештской династии (идиш: дэр Штэфанэштэр Рэбэ)
- Дувид-Мойше (реб Дудалэ; 1827, Ружин — 1904, Чортков), основатель Чортковской династии
- Мордхе-Файвиш-Шрагэ (реб Моталэ; 1834, Ружин — 1894, Гусятин, теперь райцентр в Тернопольской области Украины), основатель Гусятинской династии

Дочери (от старшей к младшей):
- Хае-Малке — замужем за основателем Сквирской династии Ицхок Тверским
- Гитл — замужем за Йосеф Моносзоном из Бердичева (их сыновья были раввинами в Озёрном и Бродах)
- Мирьям — замужем за основателем Вижницкой династии Менахем-Мэндл Хагером (Цемах-Цадик)
- Лее — замужем за Дувид Галперн из Бердичева (их сын реб Шулэм Галперн стал основателем Васлуйской династии в румынской Молдавии)